# Прапор Бережанського району
Пра́пор Бережа́нського райо́ну — офіційний символ Бережанського району Тернопільської області. Затверджений 28 вересня 1999 р. рішенням сесії районної ради.

## Опис
Прямокутне синє полотнище зі співвідношенням ширини до довжини 2:3, у центрі якого жовтий олень, над яким жовта корона з трьома зубцями.
Синя та жовта барви символізують Українську державу, а зображення герба — належність до неї Бережанського району.
Прапор може використовуватись із додатковим горизонтальним кріпленням, як хоругва.